# 瓦迪菲拉區
瓦迪菲拉區（阿拉伯语：‎）是乍得的一個大區，位於該國東部。東鄰蘇丹。
首府比爾廷。下分三省。2002年前稱比爾廷省。
1. ↑   (PDF) (报告). INSEED: 24. March 2012  [10 March 2017].